# Ángel Lasunción Goñi
Ángel Lasunción Goñi (Bera, 9 de juliol de 1946) és un polític navarrès. Fill d'un guàrdia civil, estudià el batxillerat amb els jesuïtes de Tudela (Navarra) i es llicencià a l'Escola Tècnica Superior d'Enginyers Industrials de Barcelona i a la de Madrid. Posteriorment va obtenir un màster d'empreses a la Universitat de Sheffield (Anglaterra) i treballà com a professor d'administració d'empreses a la Universitat de Dallas. Gràcies a això fou escollit membre del Comitè Executiu de la Cambra de Comerç de la Gran Bretanya a Espanya.
Entre 1974 i 1979 va treballar a Madrid a la Sociedad de Estudios Financieros e Industriales, i treballà com a enginyera als departaments comercials de Gas Natural S.A. de Barcelona, a Ascon Ltd. de Dublín i a BANIF S.S. de Madrid.
Políticament va ingressar a la Unión de Centro Democrático (UCD), amb la qual fou elegit diputat per Navarra a les eleccions generals espanyoles de 1979, però el 2 de maig d'aquell any renuncià a l'escó quan fou escollit parlamentari foral per la merindad de Tudela a les eleccions al Parlament de Navarra de 1979. Durant el seu mandat fou ponent d'Economia i Hisenda de la Diputació Foral de Navarra i ponent de Sanitat i Benestar Social el 1980-1982, aprofitant per a reestructurar la Hisenda Foral per a aplicar els mecanismes establerts a la reforma fiscal de 1978.
De 1980 a 1982 representà a la Diputació Foral en la Comissió Negociadora de l'Amillorament del Fur, representà Navarra en el Consell de Política Fiscal i Financera i presidí les negociacions per a establir un nou Conveni Econòmic entre Navarra i Espanya el 1983. Va ser expulsat de la UCD navarresa l'abril de 1982 arran de les seves diferències amb Jaime Ignacio del Burgo Tajadura per l'afer FASA, i va formar part del grup mixt al Parlament de Navarra amb set membres crítics de la UCD. Tot i que una sentència del Tribunal Suprem li va atorgar l'escó, va dimitir el setembre de 1983.
Després de la seva dimissió tornà al sector privat com a conseller delegat de Gestión Industrial Hispamer SA (Grup Banco Hispano-Americano. El 1985 fou director general d'Unión de Explosivos Río Tinto SA, i des de 1990 és vicepresident de Construcciones Lain S.A. Ha estat conseller i executiu de les empreses SARRIO, S.A., PLANASA, ZERTAN, S.A, Construcciones CELSA de Saragossa, Construcciones Sobrino, S.A. a Gipúscoa i NUFOVI, S.A.